# Marisfeld
Marisfeld es un municipio situado en el distrito de Hildburghausen, en el estado federado de Turingia (Alemania), a una altitud de 380 metros. Su población a finales de 2016 era de unos 460 habitantes y su densidad poblacional, 40 hab/km².
Se encuentra ubicado a poca distancia al norte de la frontera con el estado de Baviera.